# Иаков (Цигунис)
Епископ Иаков (греч. Επίσκοπος Ιάκωβος, в миру Иоа́ннис Цигу́нис, греч. Ιωάννης Τσιγκούνης; род. 1966, Когара, Новый Южный Уэльс, Австралия) — архиерей Константинопольской православной церкви, епископ Милитупольский (с 2011), викарий Австралийской архиепископии.

## Биография
Родился в 1966 году в Когаре, пригороде Сиднея, в семье греческих эмигрантов из Спарты.
Провёл детство в Уинстон-Хиллз, ходил в церковь в Парраматте. В 1983 году окончил школу в Модел-Фармс.
В 1993 году архиепископом Австралийским Стилианом (Харкианакисом) был хиротонисан во диакона.
В 1996 году окончил греческий православный богословский колледж святого Андрея (семинарию Греческой православной митрополии Австралии).
В 1999 году состоялась его хиротония во пресвитера. В 2000 году возведён в достоинство архимандрита.
Служил приходским священником в кафедральном Благовещенском храме в Редферне, пригороде Сиднея и в церкви Воскресения Господня в Когаре. С 2002 года служил настоятелем церкви святых Космы и Дамиана Римских и Космы и Дамиана Асийских в Мельбурне.
11 января 2011 года Священным синодом Константинопольской православной церкви единоласно был избран епископом Милитупольским, викарием Австралийской архиепископии.
20 февраля 2011 года в кафедральном соборе в Редферне состоялась его хиротония в сан епископа Милитупольского, викария Австралийской архиепископии. Хиротонию совершили архиепископ Австралийский Стилиан (Харкианакис), епископ Дервский Иезекииль (Кефалас), епископ Апполонийский Серафим (Гинис), епископ Дорилейский Никандр (Паливос).